# やじうまサタデー
『やじうまサタデー』は、2010年4月3日から同年10月2日までテレビ朝日で放送されていた情報番組である。以前にも、1997年4月5日から1998年3月28日まで、『やじうまワイド』の土曜版として放送されていた。通称「やじサタ」。

## 第1期
『やじうまワイド』の土曜版。放送1年目は平日版とは別の制作会社・スタッフで構成され、スタジオセットや番組構成も一線を画した。（平日版はテレビ朝日映像制作、サタデーはスーパープロデュース制作）
1998年3月28日に放送終了。翌週4月4日からタイトルが平日版と同じ『やじうまワイド』となり、司会も平日版と同じ吉澤一彦アナウンサーとフリーキャスター（当時）の中島多圭子が務めた。同時に制作会社およびスタッフも平日と共通になる。放送時間は15分繰り上がって6:45のスタートとなり、さらに10月3日からは平日と同じ5:50のスタートとなった。2002年7月1日に平日版とともに『やじうまプラス』に移行した。
なお、司会の飯村は、『やじうまプラス』平日版の初代司会者を2006年3月まで務めた後、2008年4月からは出戻りの形で同番組の土曜日の司会を務めた。

### 放送時間
1997年4月5日 - 1998年3月28日　土曜日 7:00 - 8:00（JST）

### 出演者
メインキャスター
- 飯村真一（テレビ朝日アナウンサー） - 1997年10月より『ザ・スクープ』スポーツコーナーを兼務。
- 玉利かおる（フリーアナウンサー）
- 中島多圭子（フリーアナウンサー )  - 1998年1月 - 3月。4月より『やじうまワイド』のキャスター続投。

### ネット局
『おはよう朝日土曜日です』を放送していた朝日放送（現:朝日放送テレビ）、『あいうえお天気目玉焼Lサイズ』を放送していた福島放送などローカルワイド番組や遅れネット番組などでほとんどの局では放送されていない。
- テレビ朝日（制作局）
- NT21（現：UX）新潟テレビ21

## 第2期
前々番組である土曜版の『やじうまプラス』を終了させ、『地球まるごとTV』が始まったものの、半年で打ち切りとなったため、土曜日の「やじうま」の放送を再開。それに伴い2010年4月3日から本番組が復活する形となった。番組は全編報道局ニュースルームから放送されるため、平日版5時台の雰囲気が強い。また、平日の『やじうまプラス』同様ハイビジョン制作、モノステレオ放送化された。平日の『やじうまプラス』の終了に伴い、2010年10月2日に放送終了。同年10月9日からは『やじうまテレビ!〜マルごと生活情報局〜』の土曜版に移行した。

### 放送時間
2010年4月3日 - 10月2日　土曜日 6:30 - 8:00（JST）

### 出演者
キャスター
- 大木優紀 - メインMC。月・火・水の5時台MCも担当。
- 久保田直子 - サブMC。火曜日のニュースルーム進行も担当。
- 八木麻紗子 - サブMC。
- 古澤琢 - 芸能・スポーツ担当。平日5時台MCから移動。
- 勝田和宏 - 朝刊コーナー担当。

※全員（古澤、勝田は当時）がテレビ朝日アナウンサー。
お天気キャスター
- 歌原奈緒（気象予報士）

コメンテーター
- 三反園訓
- 名村晃一
- 内藤正彦

※全員（三反園は当時）がテレビ朝日コメンテーター。

### テーマソング
- Hello DEPAPEPE

### ネット局
- テレビ朝日（制作局）
- UX新潟テレビ21
- abn長野朝日放送
- KSB瀬戸内海放送
- yab山口朝日放送
- KBC九州朝日放送
- 『地球まるごとTV』をネットしていた福島放送ではネットせず、瀬戸内海放送と九州朝日放送が新たにネットに加わる形となった。

| テレビ朝日系 土曜朝の情報番組枠 | テレビ朝日系 土曜朝の情報番組枠 | テレビ朝日系 土曜朝の情報番組枠        |
| 前番組                          | 番組名                          | 次番組                                 |
| ------------------------------- | ------------------------------- | -------------------------------------- |
| -----                           | やじうまサタデー （第1期）      | やじうまワイド ※平日版と統合           |
| 地球まるごとTV                  | やじうまサタデー （第2期）      | やじうまテレビ! 〜マルごと生活情報局〜 |

| テレビ朝日 土曜7:00 - 8:00枠                                                        | テレビ朝日 土曜7:00 - 8:00枠                      | テレビ朝日 土曜7:00 - 8:00枠                           |
| 前番組                                                                              | 番組名                                            | 次番組                                                 |
| ----------------------------------------------------------------------------------- | ------------------------------------------------- | ------------------------------------------------------ |
| 不明 ※7:00 - 7:30渡辺篤史の建もの探訪 （1989年4月1日 - 1997年3月29日） ※7:30 - 8:00 | やじうまサタデー （1997年4月5日 - 1998年3月28日） | やじうまワイド （1998年4月4日 - 9月26日） ※6:45 - 8:00 |